# Mali na Letnich Igrzyskach Olimpijskich 1980
Mali na Letnich Igrzyskach Olimpijskich 1980 reprezentowało 7 zawodników. 
Był to 4. start reprezentacji Mali na letnich igrzyskach olimpijskich.

## Skład kadry

### Boks
Mężczyźni
- Moussa Sangare - waga kogucia - 32. miejsce

### Judo
Mężczyźni
- Habib Sissoko - waga ekstralekka - 19. miejsce
- Abdoulaye Thera - waga półlekka - 19. miejsce
- Paul Diop - waga lekka - 19. miejsce

### Lekkoatletyka
Mężczyźni
- Salif Koné - 100 metrów - odpadł w eliminacjach
- Namakoro Niaré - rzut dyskiem - 15. miejsce

Kobiety
- Fatalmoudou Touré - 800 metrów - odpadła w eliminacjach